# Federico III di Holstein-Gottorp
Federico III di Holstein-Gottorp (Castello di Gottorf, 22 dicembre 1597 – Tönning, 10 agosto 1659) fu duca di Holstein-Gottorp.

## Biografia
Federico era il figlio maggiore di Giovanni Adolfo di Holstein-Gottorp e di Augusta di Danimarca. Sua madre era figlia del re Federico II di Danimarca.
Salito al governo, dimostrò ben presto di avere le idee chiare per ristabilire la potenza del ducato. Con questo proposito rinominò nel 1621 Friedrichstadt, in amicizia con la città di Glückstadt, fondata nel 1617 da Cristiano IV di Danimarca. Tentò poi di stabilire rotte commerciali con la Russia e la Persia. Per questo motivo, il 6 novembre 1633. inviò una spedizione da Amburgo a Mosca sotto la direzione dell'agente commerciale Otto Brüggemann e il rappresentante ducale Philipp Crusius e con Adam Olearius come segretario. Il 14 agosto 1634 la delegazione giunse a Mosca. Anche se la spedizione non riuscì a trovare un accordo con lo Zar Michele I di Russia, ad ogni modo, immediatamente al ritorno della delegazione, il 6 aprile 1635 a Gottorp, Federico iniziò i preparativi per la spedizione successiva.
Il problema fu il coinvolgimento del paese nella Guerra dei Trent'anni. Federico tentò di evitare lo scontro attraverso una politica di neutralità, che in pratica consisteva nel rifiuto di unirsi alla Danimarca, propendendo per il supporto alla Svezia. Per questo, egli diede in sposa Edvige Eleonora di Holstein-Gottorp al Re Carlo X di Svezia. la situazione internazionale spinse presto però la Svezia a disinteressarsi della causa dell'Holstein-Gottorp.
Federico, come patrono delle arti e della cultura ebbe maggior successo. Per questo 3 settembre 1642 assieme al Duca Luigi I di Anhalt-Köthen fondò la Società dei Portafrutti (detta anche dei Carpofori). Successivamente contribuì alla creazione del Teatro di Gottorp.
Egli si sposò a Dresda il 21 febbraio 1630 con la Principessa Maria Elisabetta di Sassonia, figlia dell'Elettore Giovanni Giorgio I e di Maddalena Sibilla di Prussia.

## Discendenza
Federico e Maria Elisabetta ebbero sedici figli:
- Sofia Augusta (1630 – 1680), sposò nel 1649 il principe Giovanni VI di Anhalt-Zerbst (1621 – 1667);
- Maddalena Sibilla (1631 – 1719), sposò nel 1654 il duca Gustavo Adolfo di Meclemburgo-Güstrow (1633 – 1695);
- Giovanni Adolfo (1632 – 1633);
- Maria Elisabetta (1634 – 1665), sposò nel 1650 il langravio Luigi VI d'Assia-Darmstadt (1630 – 1678);
- Federico (1635 – 1654);
- Edvige Eleonora (1636 – 1715), sposò nel 1654 il re Carlo X Gustavo di Svezia (1622 – 1660);
- Adolfo Gustavo (1637 – 1637);
- Giovanni Giorgio (1638 – 1655);
- Anna Dorotea (1640 – 1713);
- Cristiano Alberto (1641 – 1695), duca di Holstein-Gottorp e principe-vescovo di Lubecca, sposò nel 1667 Federica Amalia (1649 – 1704), figlia del re Federico III di Danimarca;
- Gustavo Ulrico (1642 – 1642);
- Cristina Sabina (1643 – 1644);
- Augusto Federico (1646 – 1705), dal 1666 principe-vescovo di Lubecca, sposò nel 1676 Cristina (1656 – 1698), figlia del duca Augusto di Sassonia-Weissenfels;
- Adolfo (1647 – 1648);
- Elisabetta Sofia (1647 – 1647);
- Augusta Maria (1649 – 1728), sposò nel 1670 il margravio Federico VII di Baden-Durlach (1647 – 1709).

## Ascendenza
|                                     |                            |                                   | Genitori                           |  |  | Nonni |  |  | Bisnonni                |  |  | Trisnonni                |  |
|                                     |                            |                                   |                                    |  |  |       |  |  | Federico I di Danimarca |  |  | Cristiano I di Danimarca |  |
|                                     |                            |                                   |                                    |  |  |       |  |  | Federico I di Danimarca |  |  | Cristiano I di Danimarca |  |
|                                     |                            | Dorotea di Brandeburgo            |                                    |  |  |       |  |  | Federico I di Danimarca |  |  |                          |  |
| Adolfo di Holstein-Gottorp          |                            |                                   |                                    |  |  |       |  |  | Federico I di Danimarca |  |  |                          |  |
|                                     |                            | Sofia di Pomerania                | Boghislao X di Pomerania           |  |  |       |  |  |                         |  |  |                          |  |
|                                     |                            | Sofia di Pomerania                | Boghislao X di Pomerania           |  |  |       |  |  |                         |  |  |                          |  |
|                                     |                            | Sofia di Pomerania                | Anna di Polonia                    |  |  |       |  |  |                         |  |  |                          |  |
| Giovanni Adolfo di Holstein-Gottorp |                            | Sofia di Pomerania                |                                    |  |  |       |  |  |                         |  |  |                          |  |
|                                     |                            | Filippo I d'Assia                 | Guglielmo II d'Assia               |  |  |       |  |  |                         |  |  |                          |  |
|                                     |                            | Filippo I d'Assia                 | Guglielmo II d'Assia               |  |  |       |  |  |                         |  |  |                          |  |
|                                     |                            | Filippo I d'Assia                 | Anna di Meclemburgo-Schwerin       |  |  |       |  |  |                         |  |  |                          |  |
| Cristina d'Assia                    |                            | Filippo I d'Assia                 |                                    |  |  |       |  |  |                         |  |  |                          |  |
|                                     |                            | Cristina di Sassonia              | Ernesto di Sassonia                |  |  |       |  |  |                         |  |  |                          |  |
|                                     |                            | Cristina di Sassonia              | Ernesto di Sassonia                |  |  |       |  |  |                         |  |  |                          |  |
|                                     |                            | Cristina di Sassonia              | Elisabetta di Baviera              |  |  |       |  |  |                         |  |  |                          |  |
| Federico III di Holstein-Gottorp    |                            | Cristina di Sassonia              |                                    |  |  |       |  |  |                         |  |  |                          |  |
|                                     | Cristiano III di Danimarca | Federico I di Danimarca           |                                    |  |  |       |  |  |                         |  |  |                          |  |
|                                     | Cristiano III di Danimarca | Federico I di Danimarca           |                                    |  |  |       |  |  |                         |  |  |                          |  |
|                                     | Cristiano III di Danimarca | Anna del Brandeburgo              |                                    |  |  |       |  |  |                         |  |  |                          |  |
| Federico II di Danimarca            | Cristiano III di Danimarca |                                   |                                    |  |  |       |  |  |                         |  |  |                          |  |
|                                     |                            | Dorotea di Sassonia-Lauenburg     | Magnus I di Sassonia-Lauenburg     |  |  |       |  |  |                         |  |  |                          |  |
|                                     |                            | Dorotea di Sassonia-Lauenburg     | Magnus I di Sassonia-Lauenburg     |  |  |       |  |  |                         |  |  |                          |  |
|                                     |                            | Dorotea di Sassonia-Lauenburg     | Caterina di Braunschweig-Lüneburg  |  |  |       |  |  |                         |  |  |                          |  |
| Augusta di Danimarca                |                            | Dorotea di Sassonia-Lauenburg     |                                    |  |  |       |  |  |                         |  |  |                          |  |
|                                     |                            | Ulrico III di Meclemburgo-Güstrow | Alberto VII di Meclemburgo-Güstrow |  |  |       |  |  |                         |  |  |                          |  |
|                                     |                            | Ulrico III di Meclemburgo-Güstrow | Alberto VII di Meclemburgo-Güstrow |  |  |       |  |  |                         |  |  |                          |  |
|                                     |                            | Ulrico III di Meclemburgo-Güstrow | Anna di Brandeburgo                |  |  |       |  |  |                         |  |  |                          |  |
| Sofia di Meclemburgo-Güstrow        |                            | Ulrico III di Meclemburgo-Güstrow |                                    |  |  |       |  |  |                         |  |  |                          |  |
|                                     |                            | Elisabetta di Danimarca           | Federico I di Danimarca            |  |  |       |  |  |                         |  |  |                          |  |
|                                     |                            | Elisabetta di Danimarca           | Federico I di Danimarca            |  |  |       |  |  |                         |  |  |                          |  |
|                                     |                            | Elisabetta di Danimarca           | Sofia di Pomerania                 |  |  |       |  |  |                         |  |  |                          |  |
|                                     |                            | Elisabetta di Danimarca           |                                    |  |  |       |  |  |                         |  |  |                          |  |